# Prince Albert Mountains

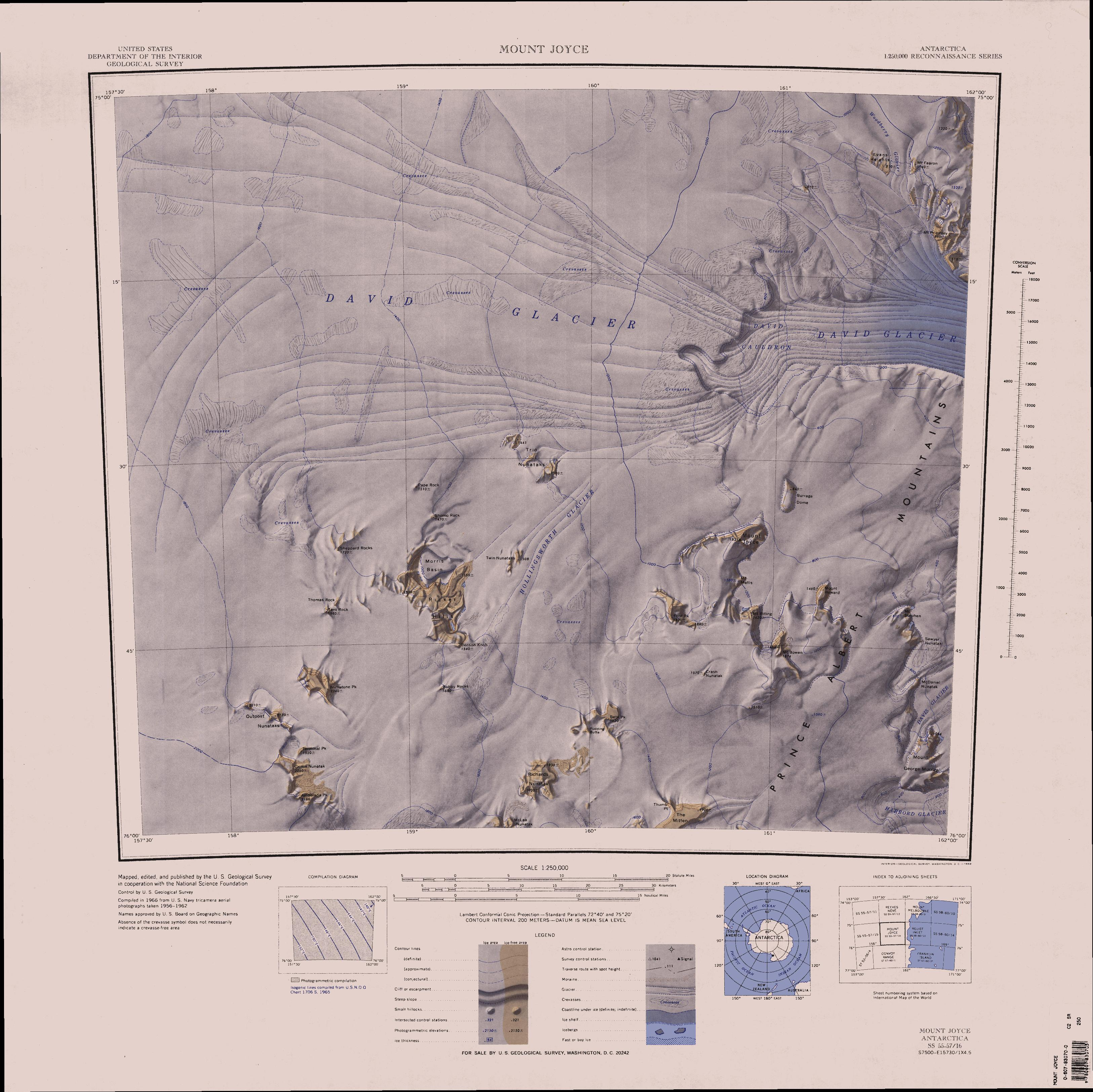
Südwestteil der Prince Albert Mountains in der östlichen Kartenhälfte
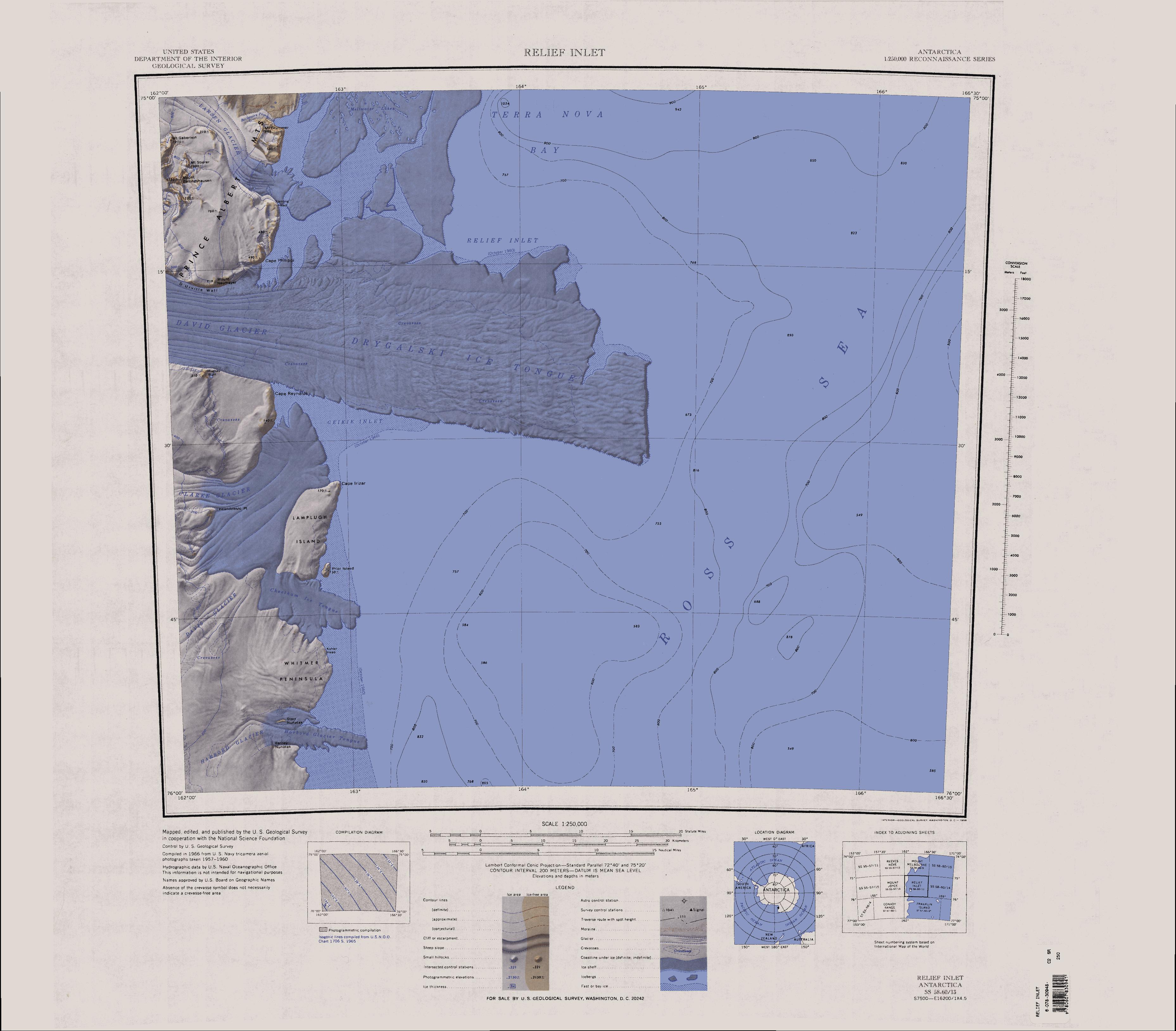
Südostteil der Prince Albert Mountains am westlichen Kartenrand

Die Prince Albert Mountains sind eine größere Gruppe von Berggipfeln des Transantarktischen Gebirges, die sich über rund 320 Kilometer in nord-südlicher Ausdehnung zwischen dem Priestley-Gletscher und dem Ferrar-Gletscher im ostantarktischen Viktorialand erstrecken. Zu diesem Gebirge zählen:
- Karte mit allen Koordinaten:
- OSM |
- WikiMap

| Berg                 | Höhe        | Koordinaten           |
| -------------------- | ----------- | --------------------- |
| Brimstone Peak       | 2340 m      | 75° 48′ S, 158° 33′ O |
| Ambalada Peak        | 2160 m      | 75° 57′ S, 158° 23′ O |
| Terminal Peak        | 1920 m      | 75° 53′ S, 158° 24′ O |
| Mount Morrison       | 1895 m      | 76° 54′ S, 161° 32′ O |
| Mount Bowen          | 1875 m      | 75° 45′ S, 161° 3′ O  |
| Mount Armytage       | 1855 m      | 76° 2′ S, 160° 45′ O  |
| Ford Peak            | 1830 m      | 75° 43′ S, 160° 27′ O |
| Mount Joyce          | 1830 m      | 75° 36′ S, 160° 49′ O |
| Mount Endeavour      | 1810 m      | 76° 33′ S, 162° 0′ O  |
| Beta Peak            | 1620 m      | 75° 51′ S, 160° 6′ O  |
| Mount Davidson       | 1560 m      | 76° 43′ S, 161° 58′ O |
| Benson Knob          | 1540 m      | 75° 45′ S, 159° 17′ O |
| Mount Howard         | 1460 m      | 75° 40′ S, 161° 16′ O |
| Mount Billing        | 1420 m      | 75° 43′ S, 160° 54′ O |
| Mount Brøgger        | über 1400 m | 76° 52′ S, 161° 48′ O |
| Mount Chetwynd       | über 1400 m | 76° 20′ S, 162° 2′ O  |
| Mount Bellingshausen | 1380 m      | 75° 7′ S, 162° 6′ O   |
| Mount Mallis         | 1360 m      | 75° 40′ S, 160° 48′ O |
| Mount Brocklehurst   | 1310 m      | 76° 8′ S, 161° 27′ O  |
| Mount Creak          | 1240 m      | 76° 36′ S, 162° 9′ O  |
| Mount Gaberlein      | 1210 m      | 75° 4′ S, 162° 4′ O   |
| Mount Belgrave       | über 1210 m | 76° 36′ S, 162° 1′ O  |
| Mount Fearon         | 1140 m      | 75° 5′ S, 161° 42′ O  |
| Mount Priestley      | 1100 m      | 75° 11′ S, 161° 53′ O |
| Mount Stierer        | 1080 m      | 75° 6′ S, 162° 9′ O   |
| Mount Murray         | 1005 m      | 76° 9′ S, 161° 50′ O  |
| Shoulder Mountain    | über 1000 m | 76° 37′ S, 162° 8′ O  |
| Burrage Dome         | 840 m       | 75° 33′ S, 161° 5′ O  |
| Mount Stephen        | 810 m       | 75° 42′ S, 161° 43′ O |
| D’Urville Wall       | 720 m       | 75° 16′ S, 162° 13′ O |

Entdeckt wurde das Gebirge am 17. Februar 1841 durch den britischen Polarforscher James Clark Ross (1800–1862), der sie nach Prinz Albert von Sachsen-Coburg und Gotha (1819–1861) benannte, dem damaligen Verlobten und späteren Gatten der britischen Monarchin Viktoria. Erste Erkundungsmärsche zur Gipfelgruppe fanden erst in den frühen 1990er Jahren durch britische Expeditionen statt, nachdem sie in den 1950er und 1960er Jahren durch neuseeländische und US-amerikanische Expeditionen vermessen und kartografiert worden waren.